# Courbesseaux
Courbesseaux ist eine französische Gemeinde mit 388 Einwohnern (Stand 1. Januar 2022) im Département Meurthe-et-Moselle in der Region Grand Est (vor 2016 Lothringen). Sie gehört zum Arrondissement Lunéville und zum Kanton Lunéville-1. Die Einwohner nennen sich Curvasalissiens/Curvasalissiennes.

## Geografie
Die Gemeinde liegt etwa 16 Kilometer östlich von Nancy am Flüsschen Roanne. Nachbargemeinden sind Réméréville im Westen, Nordwesten und Norden, Hoéville im Nordosten, Serres im Osten und Südosten, Drouville im Süden sowie Gellenoncourt im Südwesten.

## Geschichte
Der Ort wird im 13. Jahrhundert unter dem Namen Corbesal erstmals in einem Dokument erwähnt. Im Mittelalter wechselten die regierenden Familien. Im Jahr 1631 suchte die Pest Courbesseaux heim. Die Gemeinde gehörte historisch zum Herzogtum Lothringen, das 1766 an Frankreich fiel. Bis zur Französischen Revolution lag die Gemeinde dann im Grand-gouvernement de Lorraine-et-Barrois. Im Ersten Weltkrieg wurde der Ort während der Schlacht an der Grand Couronné (4. bis 13. September 1914) völlig zerstört. Von 1793 bis 1801 war die Gemeinde dem Distrikt Lunéville zugeteilt. Courbesseaux wechselte mehrfach den Kanton. Von 1793 bis 1801 war sie Teil des Kantons Crévic, von 1801 bis 2015 des Kantons Lunéville-Nord und seither des Kantons Lunéville-1. Seit 1801 ist Courbesseaux zudem dem Arrondissement Lunéville zugeordnet. Die Gemeinde lag bis 1871 im alten Département Meurt(h)e. Seither bildet sie einen Teil des Départements Meurthe-et-Moselle.

## Bevölkerungsentwicklung
| Jahr                       | 1962 | 1968 | 1975 | 1982 | 1990 | 1999 | 2007 | 2019 |
| Einwohner                  | 101  | 96   | 127  | 187  | 184  | 190  | 233  | 366  |
| Quellen: Cassini und INSEE |      |      |      |      |      |      |      |      |

## Verkehr
Courbesseaux liegt fernab von überregionalen Verkehrsverbindungen. Für den regionalen Verkehr sind die D70 und D80 wichtig, die durch das Dorf führen.

## Sehenswürdigkeiten
- Dorfkirche Sainte-Croix aus dem 18. Jahrhundert; nach dem Ersten Weltkrieg wiederaufgebaut
- Gedenkplatten für die Gefallenen[2]
- Nationalfriedhof (Nécropole) für gefallene französische Soldaten der Schlacht an der Grand Couronné (4. bis 13. September 1914)[3][4]
- Wegkreuz an der Rue du Général de Castelnau

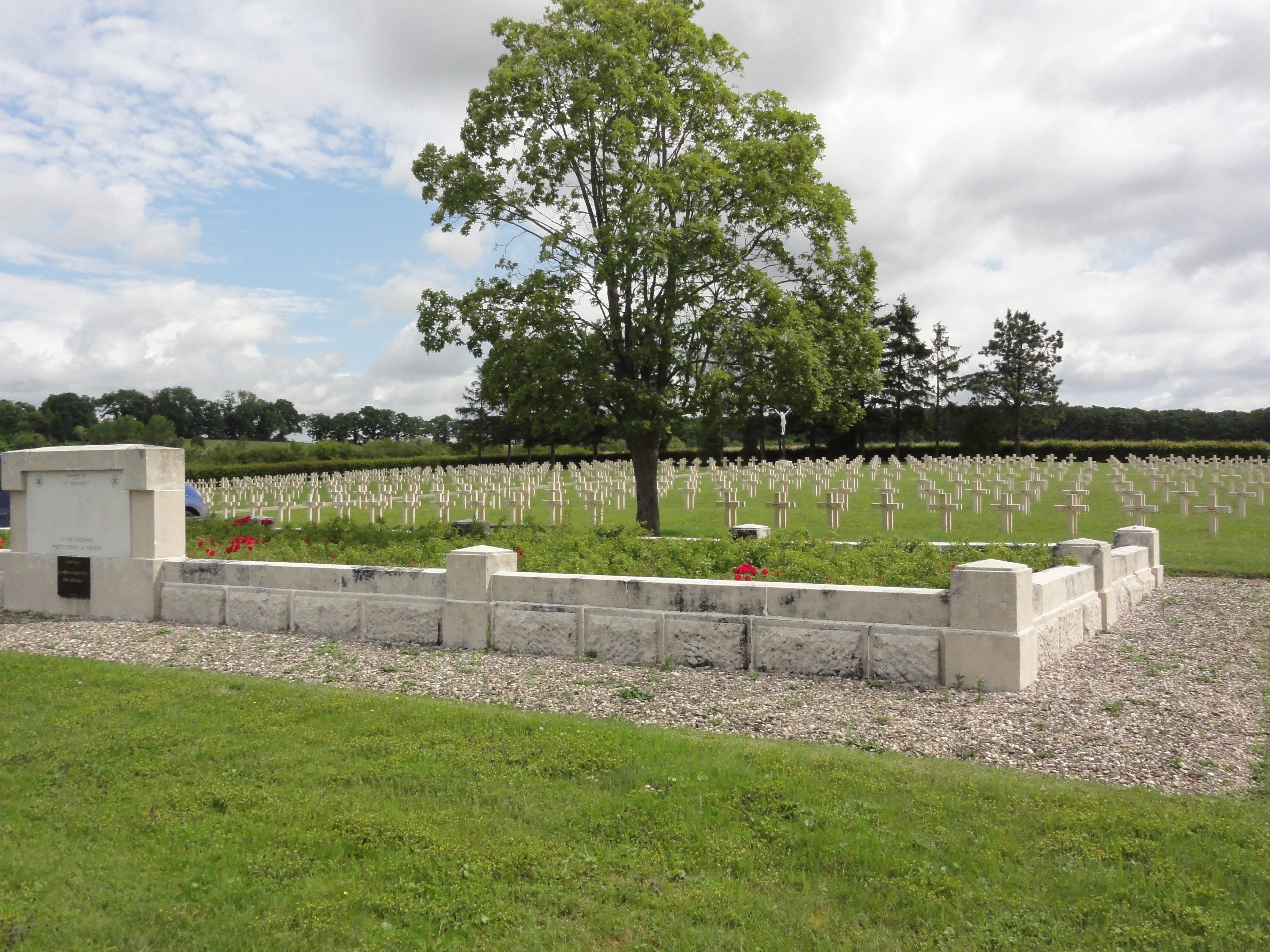
Nationalfriedhof (Nécropole) nördlich von Courbesseaux
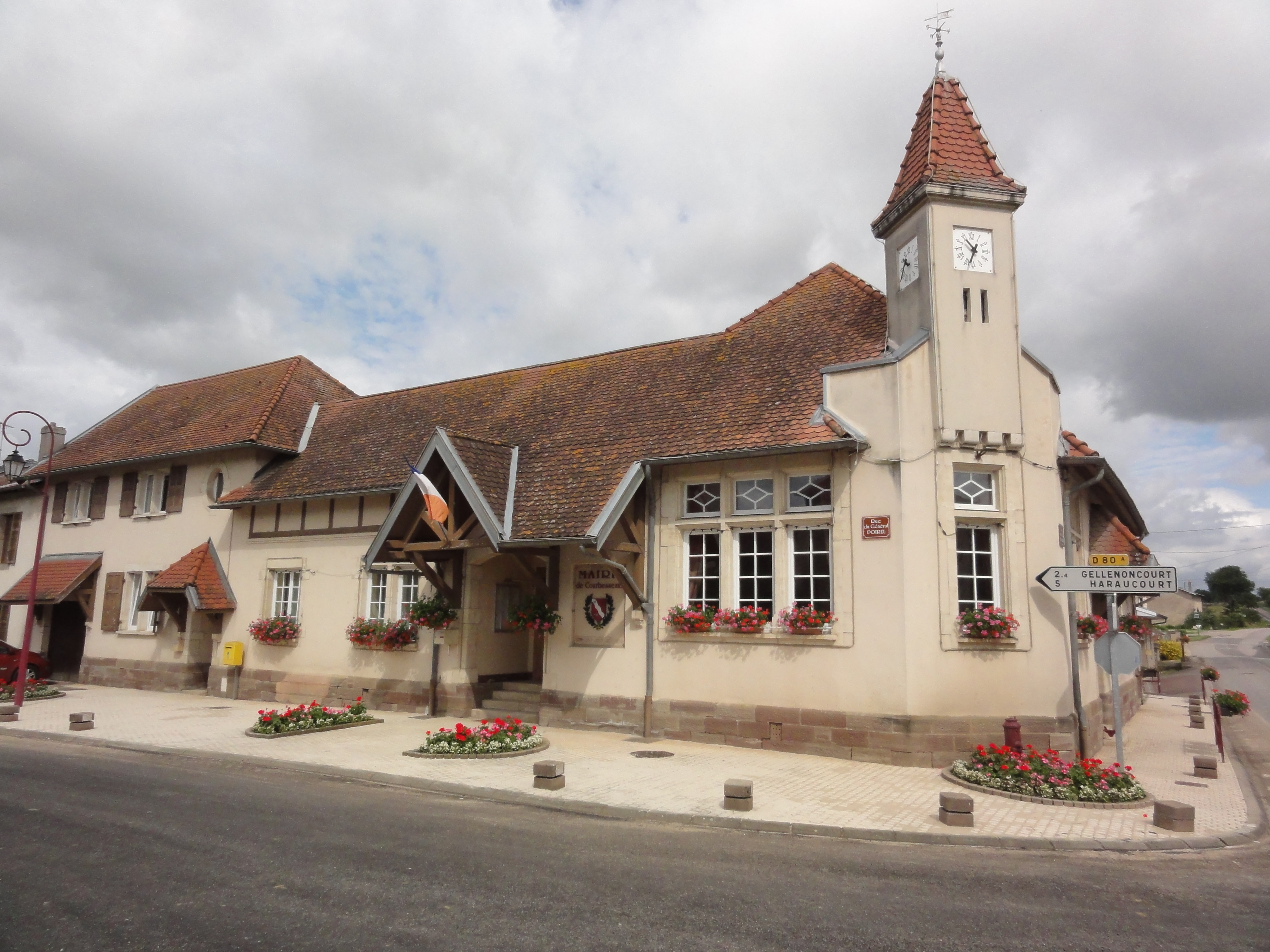
Rathaus (Mairie) der Gemeinde
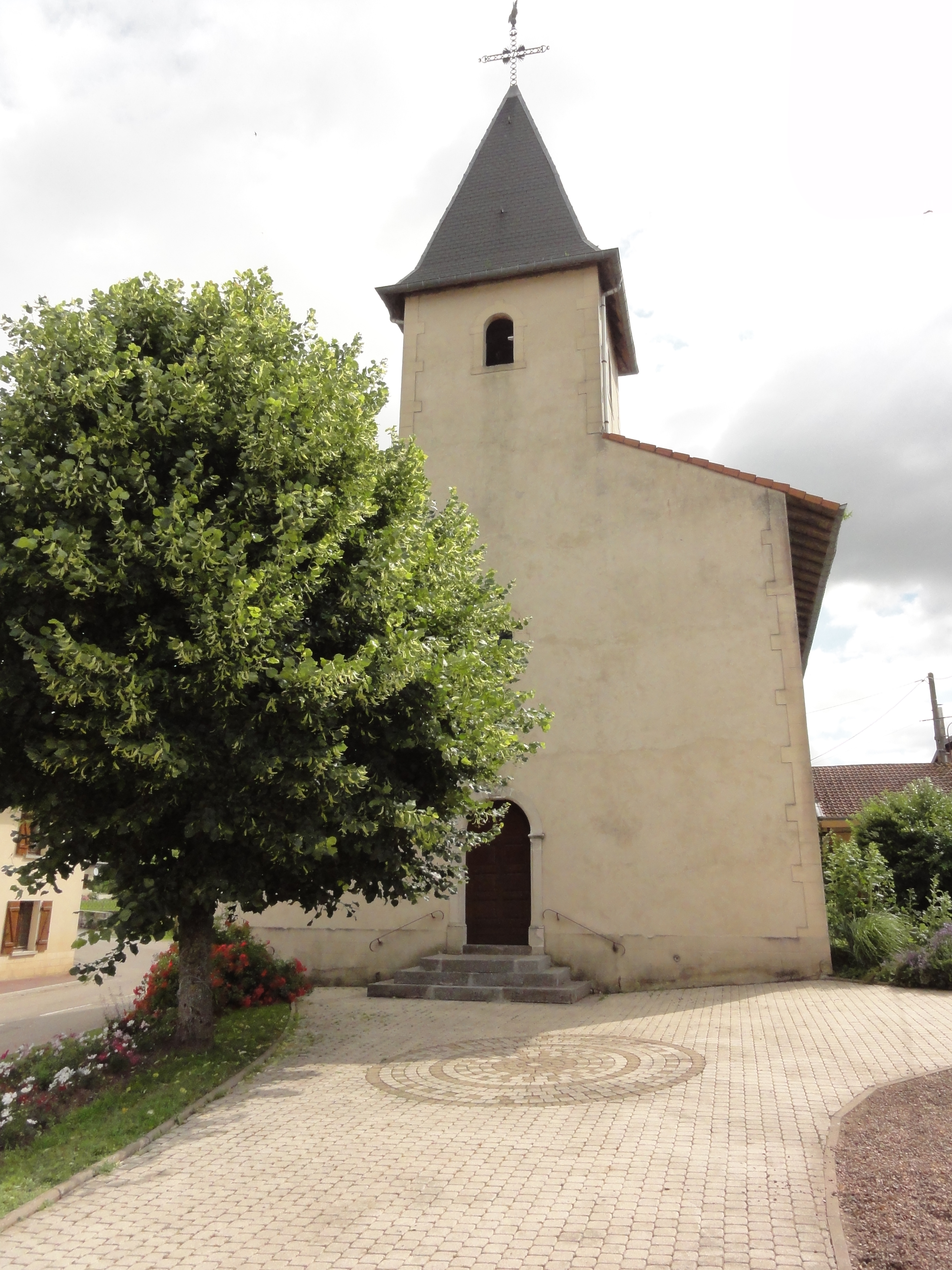
Dorfkirche Sainte-Croix
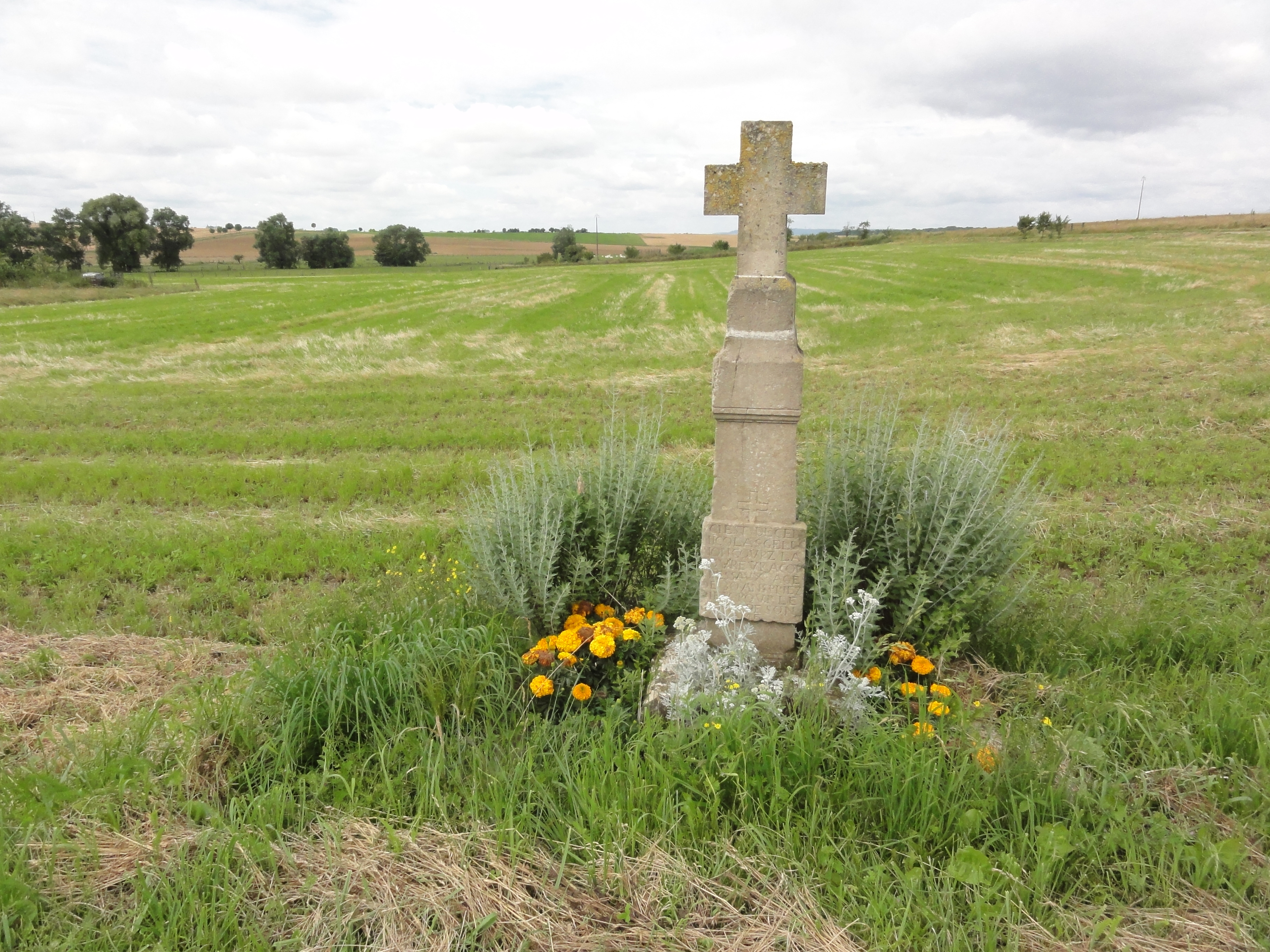
Wegkreuz
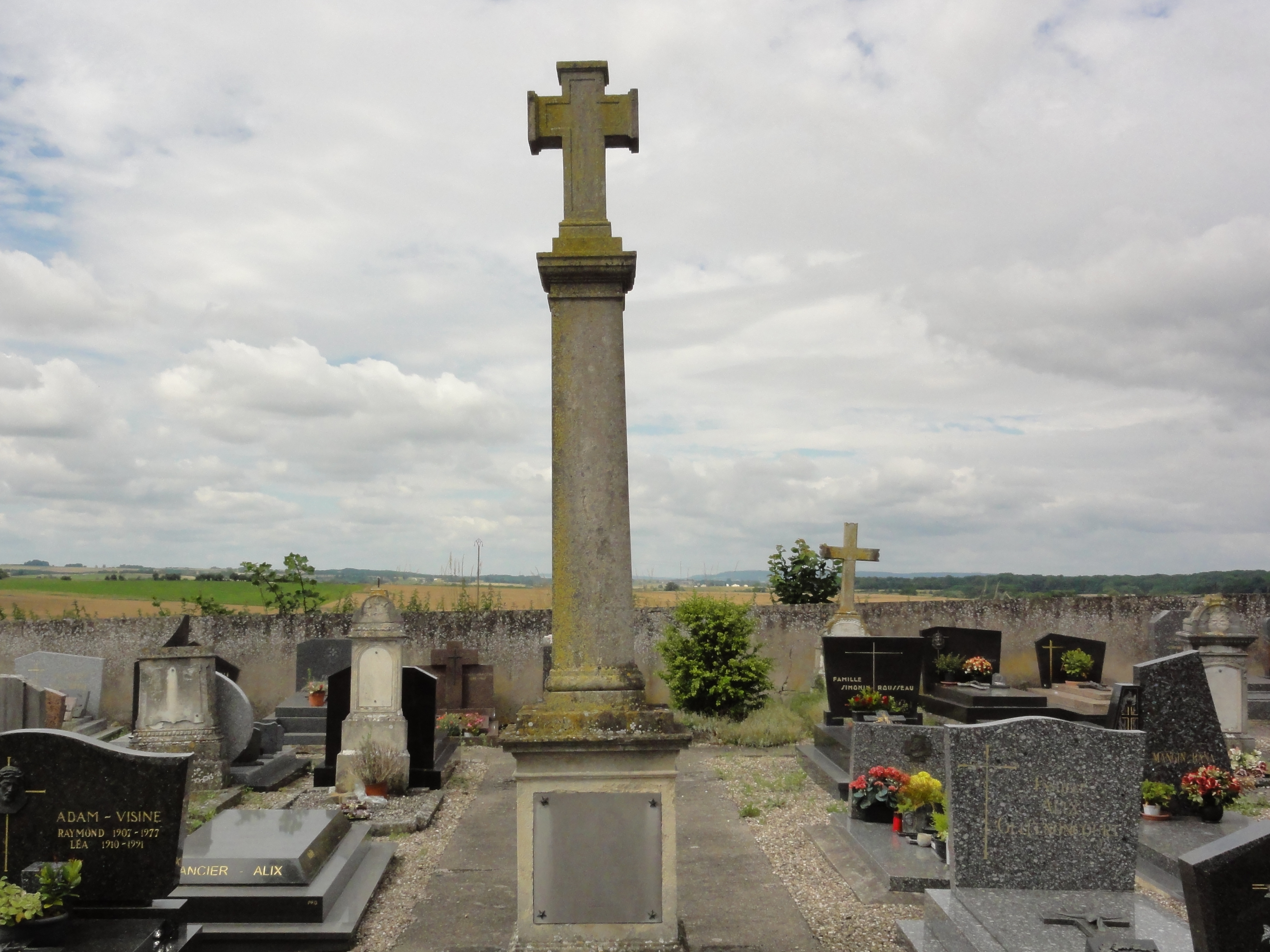
Kreuz auf dem Dorffriedhof
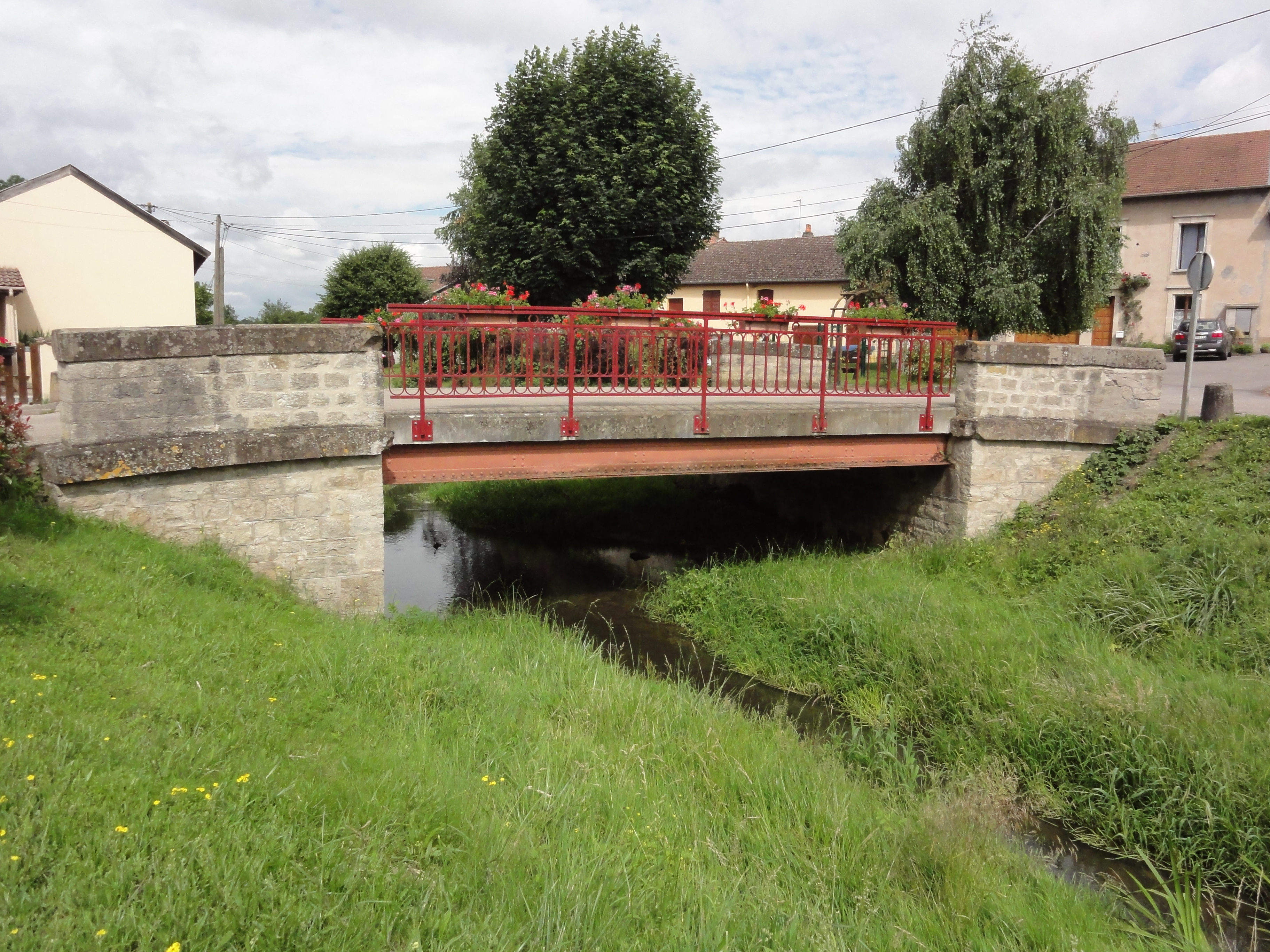
Brücke über die Roanne